# مجلس الأمة الكويتي 1999
مجلس الأمة الكويتي 1999 (الفصل التشريعي التاسع) من 17 يوليو 1999 حتى 17 يوليو 2003 ، أجريت انتخابات المجلس في يوم السبت 3 يوليو 1999 وذالك بعد أن صدر مرسوماً بحل مجلس الأمة 1996 في 4 مايو 1999 وأنتخب المجلس في جلسته الأولى التي عقدت في يوم السبت 17 يوليو 1999 جاسم محمد الخرافي رئيساً للمجلس.

## أعضاء المجلس حسب الدوائر الانتخابية
الدائرة الأولى
- عدنان عبد الصمد
- صالح عاشور

الدائرة الثانية
- عبد الوهاب راشد الهارون
- عبد الله محمد النيباري

الدائرة الثالثة
- محمد جاسم الصقر
- جاسم الخرافي

الدائرة الرابعة
- عبد المحسن يوسف جمال
- عبد الله يوسف الرومي

الدائرة الخامسة
- أحمد يعقوب باقر
- عبد العزيز عبد اللطيف المطوع

الدائرة السادسة
- مشاري جاسم العنجري
- مشاري محمد العصيمي

الدائرة السابعة
- وليد مساعد الطبطبائي
- أحمد دعيج الدعيج

الدائرة الثامنة
- حسن جوهر
- عبد المحسن مدعج المدعج

الدائرة التاسعة
- فيصل فهد الشايع
- ناصر جاسم الصانع

الدائرة العاشرة
- صالح يوسف الفضالة
- سامي المنيس

الدائرة الحادية عشر
- أحمد عبد العزيز السعدون
- أحمد الربعي

الدائرة الثانية عشر
- مخلد راشد العازمي
- سالم عبد الله الحماد

الدائرة الثالثة عشر
- حسين علي القلاف
- صلاح عبد الرضا خورشيد

الدائرة الرابعة عشر
- وليد مناحي العصيمي
- حمود ناصر الجبري

الدائرة الخامسة عشر
- مبارك براك الهيفي
- عيد هذال الرشيدي

الدائرة السادسة عشر
- مبارك فهد الدويلة
- مبارك بنيه الخرينج

الدائرة السابعة عشر
- مسلم محمد البراك
- حسين مزيد الديحاني

الدائرة الثامنة عشر
- خلف دميثير العنزي
- عبد الله العرادة

الدائرة التاسعة عشر
- محمد خليفه الخليفة
- أحمد نصار الشريعان

الدائرة العشرون
- محمد محسن البصيري
- طلال مبارك العيار

الدائرة الحادية والعشرون
- وليد خالد الجري
- سعدون حماد العتيبي

الدائرة الثانية والعشرون
- سعد فلاح طامي
- مبارك عبد الله صنيدح

الدائرة الثالثة والعشرون
- خميس طلق عقاب
- فهد دهيسان الميع

الدائرة الرابعة والعشرون
- راشد سيف الحجيلان
- فهد مبارك الهاجري

الدائرة الخامسة والعشرون
- مشعان مجبل العازمي
- مرزوق فالح الحبيني

## الجلسة الأولى
عقد مجلس الأمة جلسته الأولى لدور الإنعقاد الأول صباح يوم السبت 17 يوليو 1999 حيث تفضل صاحب السمو الشيخ جابر الأحمد الجابر الصباح أمير دولة الكويت وبحضور سمو الشيخ سعد العبدالله السالم الصباح ولي العهد رئيس مجلس الوزراء بأفتتاح دور الإنعقاد وكما ألقى سموه النطق السامي
وبعد إنتهاء حفل أفتتاح دور الإنعقاد تم أستئناف الجلسة برئاسة سامي أحمد المنيس بصفته أكبر الأعضاء سناً
وخلال الجلسة أدى أعضاء المجلس اليمين الدستورية وكما انتخب المجلس جاسم محمد الخرافي رئيساً لمجلس الأمة بعد حصوله على 37 صوتاً مقابل 27 صوتاً لرئيس مجلس الأمة السابق أحمد عبدالعزيز السعدون
وكما انتخب المجلس خلال الجلسة مشاري جاسم العنجري نائباً لرئيس مجلس الأمة بعد حصوله على 33 صوتاً مقابل 32 صوتاً لنائب لرئيس مجلس الأمة السابق طلال مبارك العيار
وكما انتخب المجلس خلال الجلسة مرزوق فالح الحبيني أميناً للسر بعد حصوله على 31 صوتاً مقابل 18 صوتاً لأحمد يعقوب باقر و15 صوتاً لعدنان سيد عبدالصمد

## أدوار الانعقاد
شهد مجلس الأمة الكويتي 1999 خمسة أدوار أنعقاد عادية
| دور الإنعقاد                 | بداية الفترة   | نهاية الفترة  |
| ---------------------------- | -------------- | ------------- |
| دور الانعقاد الأول           | 17 يوليو 1999  | 3 أغسطس 1999  |
| دور الانعقاد الثاني          | 26 أكتوبر 1999 | 12 يوليو 2000 |
| دور الانعقاد الثالث          | 28 أكتوبر 2000 | 30 يونيو 2001 |
| دور الانعقاد الرابع          | 15 أكتوبر 2001 | 10 يوليو 2002 |
| دور الانعقاد الخامس التكميلي | 19 أكتوبر 2002 | 30 يونيو 2003 |

## أبرز الأحداث
تم تقديم استجواب لعادل الصبيح وزير الإسكان ، وقد قدم الاستجواب من قبل مرزوق الحبيني ومسلم البراك ووليد الجري، وكان سبب الاستجواب حول الرعاية السكنية ومخالفة المادة 131 من الدستور وحرمان البعض من بدل الإيجار وإلغاء طلبات الرعاية السكنية وتنازل الوزارة عن أموال عامة مستحقة على إحدى الشركات، ونوقش الاستجواب في 6 نوفمبر و20 نوفمبر و4 ديسمبر 2000 ، وقد تم رفض طلب طرح الثقة بالوزير.
تم تقديم استجواب إلى وزير العدل ووزير الأوقاف والشؤون الإسلامية سعد الهاشل من قبل حسين القلاف، وكان سبب الاستجواب هو التعسف والظلم في حق القاضي سليمان الطحيح وضعف الإشراف وتدني مستوى الأداء وإهمال مطاردة سراق المال العام ومحاكمتهم والضعف والإهمال في التصدي للفساد داخل قصر العدل، ولم تتم مناقشة الاستجواب بعد استقالة الحكومة في 29 يناير 2001.
تم تقديم استجواب إلى وزير العدل ووزير الأوقاف والشؤون الإسلامية أحمد باقر من قبل حسين القلاف، وسبب الاستجواب هو نفس الأسباب في الاستجواب الذي لم يناقش، وتمت مناقشة الاستجواب في 8 ديسمبر و23 ديسمبر و29 ديسمبر 2001 و8 يناير 2002، ورفض الاستجواب لعدم دستوريته.
تم تقديم استجواب إلى وزير التربية والتعليم العالي مساعد الهارون من قبل حسن جوهر، وسبب الاستجواب هو الإخلال الصارخ بالقوانين واللوائح المنظمة للجامعة وتفشي ظاهرة التسيب الرقابي والمحسوبية من قبل إدارة الجامعة والهدر في الأموال العامة ووجود تجاوزات مالية جسيمة على حساب المال العام، وقد نوقش الاستجواب في 1 ابريل 2002، وقدم اقتراح بإنشاء لجنة تحقيق.
تم تقديم استجواب إلى وزير المالية ووزير الدولة لشؤون التنمية الإدارية يوسف الإبراهيم ، وقد قدم الاستجواب مبارك الدويلة ومسلم البراك، وسبب الاستجواب هو الامتناع عن كشف ما صرفه البنك المركزي من أموال نقدية عامة للوزارات والمؤسسات الحكومية وعن تقديم مستندات الصرف، وقد نوقش الاستجواب في 24 يونيو 2002 ، وقد تم رفض طلب طرح الثقة بالوزير.
تم تقديم استجواب إلى وزير الكهرباء والماء ووزير الشؤون الاجتماعية والعمل طلال العيار من قبل حسين القلاف، وسبب الاستجواب التعيينات التي قام بها الوزير وحصرها على أبناء دائرته ومفاتيحه الانتخابية وبعض المقربين إليه، وقد نوقش الاستجواب في 16 ديسمبر 2002، وتم الاكتفاء بمناقشة الاستجواب.
تم تقديم استجواب إلى محمد ضيف الله شرار وزير الدولة لشؤون مجلس الوزراء، وقد تم رفض طلب طرح الثقة.